# Amdorf (Detern)
Amdorf ist ein Ortsteil der Gemeinde Detern im Südwesten Ostfrieslands und gehört der Samtgemeinde Jümme im Landkreis Leer an. 

## Lage
Das Dorf setzt sich aus einem Ortskern mit Dorfkirche und mehreren umliegenden landwirtschaftlichen Betrieben zusammen.
Im Uhrzeigersinn von Norden beginnend grenzen Neuburg, Potshausen, Backemoor und Nettelburg und Loga an das Dorf, das teilweise durch die beiden Flüsse Leda und Jümme umgeben ist.
Amdorf ist über eine weite Fläche verteilt, die meisten Flächen bestehen aus Weideland, so auch aus dem Jümmiger Hammrich. Die landwirtschaftlichen Betriebe, die das Bild prägen, gehen ausschließlich der Viehzucht nach. Die erhaltenen natürlichen Gegebenheiten, die Lage im "Zweistromland", im Leda-Jümme-Gebiet, mit seinen vielfältigen Angelmöglichkeiten, Wassersportmöglichkeiten und dem ausgedehnten Radwegenetz sorgen für steigenden Tourismus in und um Amdorf.

## Historisches
Der Ortsname Amdorf hat sich aus der früh-mittelalterlichen Bezeichnung "Hamdorf" = Weidedorf abgeleitet. Auch wenn es keine historische Bestätigung gibt, ist davon auszugehen, dass in Amdorf schon vor 2000 Jahren eine Besiedlung stattgefunden hat. Während umliegende Siedlungen und Dörfer nach der Anhebung des Meeresspiegels im Mittelalter verlagert wurden, blieb Amdorf an seinem angestammten Platz.
In der Karte 'Typus Frisiae Orientalis' von 1595 ist Amdorf als Amdorp verzeichnet. 
Die Dorfbewohner und die Hammrichbauern hatten von jeher mit dem Element Wasser zu kämpfen. Um die Einwirkungen der Gezeiten durch die nahe Nordsee einzuschränken, wurden die Flüsse Leda und Jümme seit dem Mittelalter eingedeicht. Sturmfluten, die Anhebung des Meeresspiegels und die Erhöhung des Grundwasserspiegels sorgten dafür, dass das Gebiet immer wieder überflutet wurde. Insbesondere in den Wintermonaten stand das Leda-Jümme-Gebiet und der Jümmiger Hammrich unter Wasser. Durch das Ziehen von Gräben um und durch die Weideflächen und durch das Anlegen von Kanälen und Sielen wurde versucht, das Wasser aus dem Gebiet abfließen zu lassen. Dieses gelang jedoch erst Mitte des 20. Jahrhunderts endgültig. Die Errichtung von Schöpfwerken in den 1950er Jahren, sorgte dafür, dass das nicht abfließende Grund- und Niederschlagswasser aus den Kanälen und Sielen in die Flüsse gepumpt wurde.
In den Jahren 1950 bis 1954 wurde vor Leer das Ledasperrwerk errichtet, das eine Überflutung des Leda-Jümmer-Gebietes bei Sturmfluten verhindern sollte. Im Jahr seiner Fertigstellung bewährte sich das Bauwerk bei einer schweren Sturmflut im Dezember 1954.
Seit der ersten urkundlichen Erwähnung im Mittelalter gehörte Amdorf zum Amt Stickhausen. Im Rahmen der Gebietsreform wurde Amdorf am 1. Januar 1973 zum Ortsteil der Gemeinde Detern.

## Besonderheiten

### Kirche

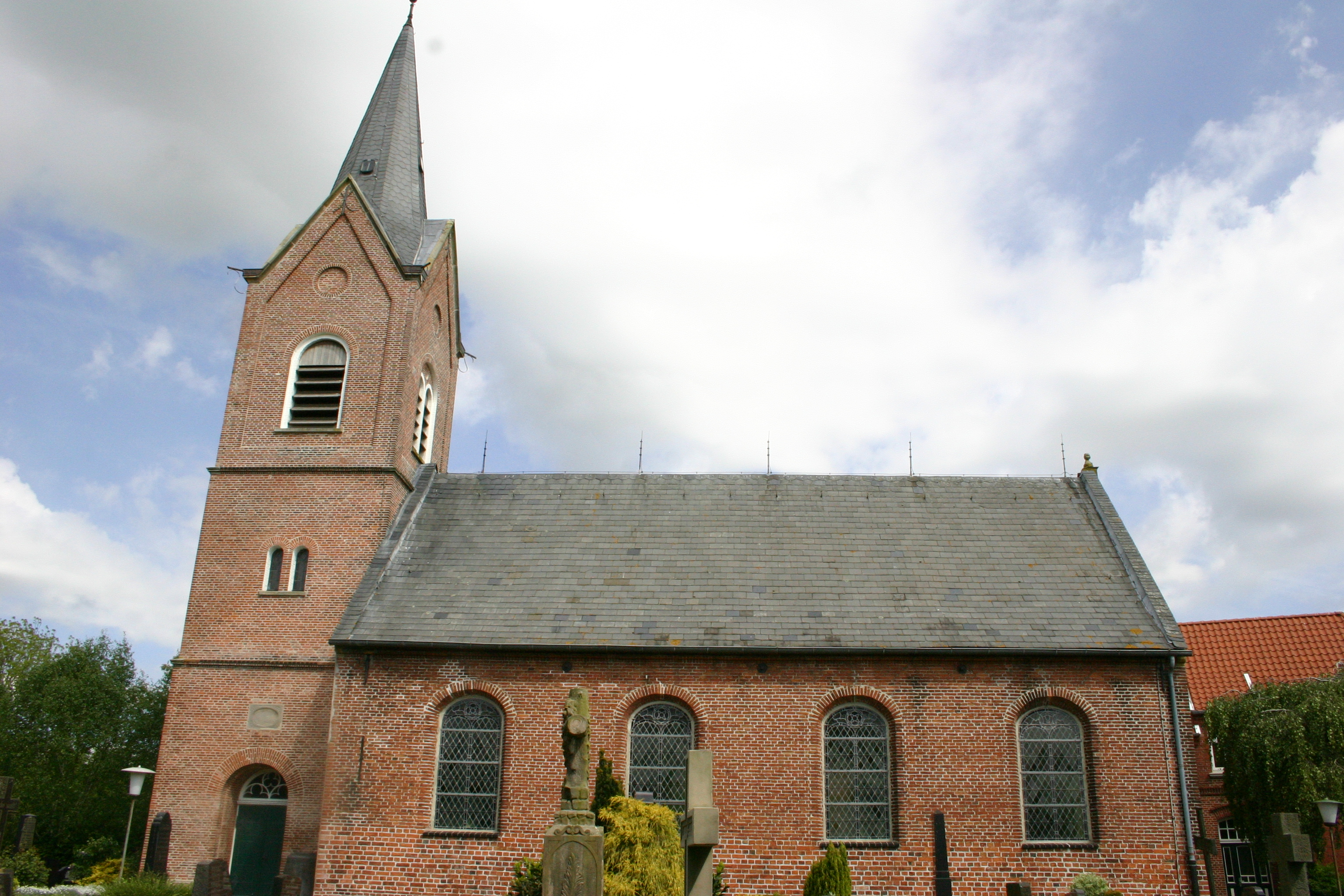
Amdorfer Kirche

Es ist nicht genau bekannt, wann die erste Kirche in Amdorf erbaut wurde. Die Kirchengemeinde Amdorf wird erstmals 1475 in einem Abgabeverzeichnis an den Bischof zu Münster erwähnt. Zur Ausstattung der Kirche gehört ein um 1300 gefertigter Abendmahlskelch, bei dem die Herkunft jedoch nicht geklärt ist. 1769 wurde die baufällig gewordene Kirche durch einen Neubau ersetzt. Dabei wurde die Kanzel aus dem Jahr 1658 und das Altarbild aus dem Jahr 1695 in den Neubau integriert. 1773 wurde durch Heinrich Wilhelm Eckmann die erste Orgel in der Kirche erbaut, diese steht heute unter Denkmalschutz. 1870 wurde der Kirche ein Glockenturm vorgebaut.

### Pünte
Die Pünte ist eine kleine handgezogene Binnen-Fähre, die über die Jümme Amdorf mit der Ortschaft Wiltshausen verbindet und früher ein bedeutendes Verkehrsmittel war, da sie neben der Personenfähre Amdorf die einzige Anbindung an die Hauptverkehrswege Richtung Leer war.

### Ledabrücke

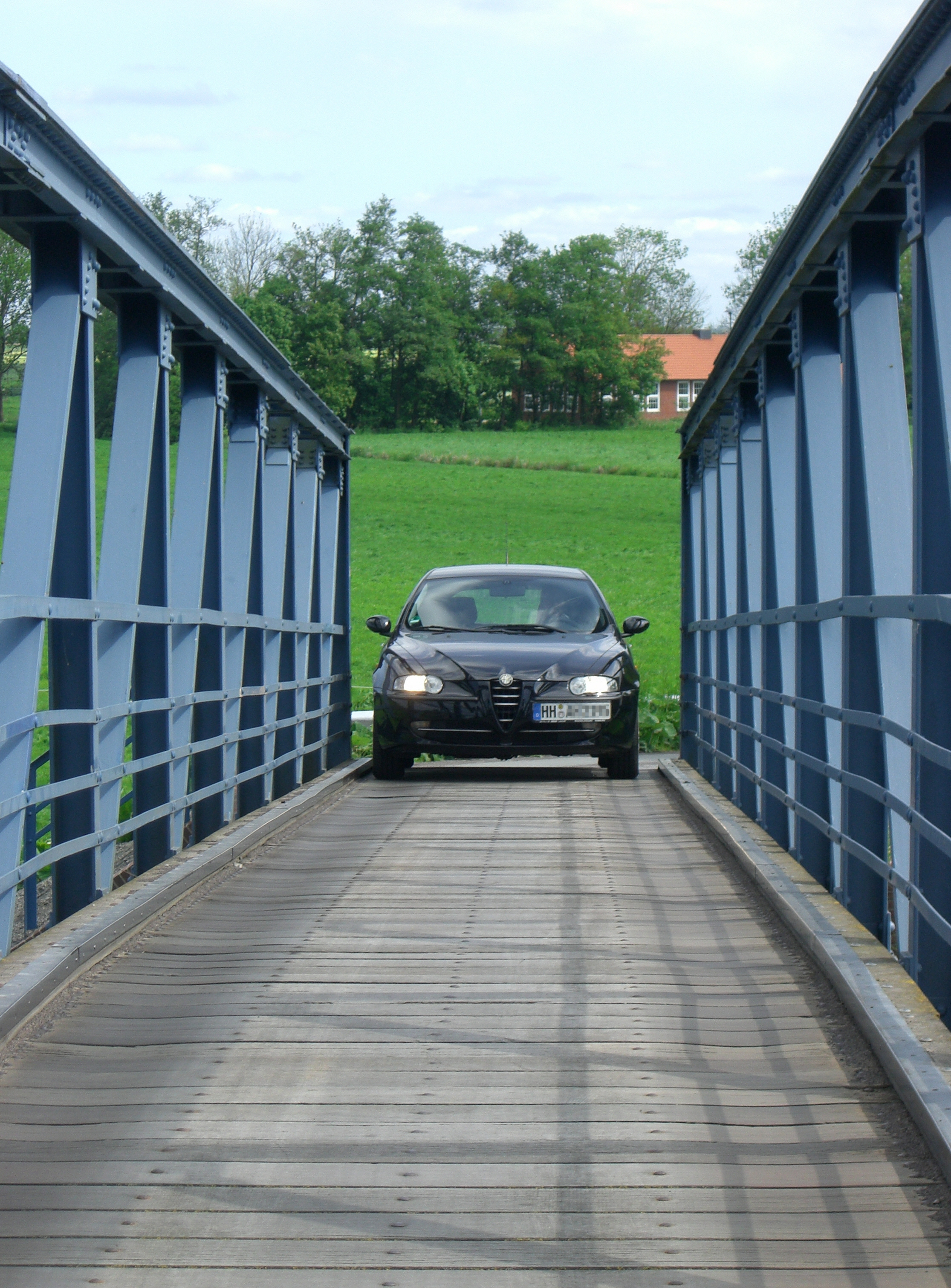
Auto beim Passieren der Brücke

Deutschlands schmalste Autobrücke, die die Verkehrsverbindung über die Leda zwischen Amdorf und zum Beispiel Leer oder Backemoor ermöglicht. Die Brücke wurde von Januar 1956 bis Juni 1956 erbaut, um die Verkehrsanbindung Amdorfs und Neuburgs zu sichern. Bis dahin waren die Hauptverkehrsstraßen in die umliegenden Gemeinden und die Stadt Leer nur über die Personenfähre Amdorf und über die Pünte Wiltshausen zu erreichen. Da im Winter der Fährverkehr eingestellt wurde, war jegliche Anbindung abgeschnitten. Schulbesucher, Post, Milch- und Viehtransporte sowie Feuerwehr und Rettungsdienst mussten, soweit überhaupt möglich, den unbefestigten Umweg über Stickhausen antreten.
Die Ledabrücke, eine Stahlbogenbrücke, ist inklusive der Auffahrten 150 Meter lang, 2,50 Meter breit und von der Brückensohle bis zum Scheitel 2,44 Meter hoch. Die reine Brücke ist 50 Meter lang, die Fahrspur ist 1,85 Meter schmal.

## Orte mit gleichem Namen
- Amdorf bei Herborn, Hessen, Lahn-Dill-Kreis